# Reservdäck

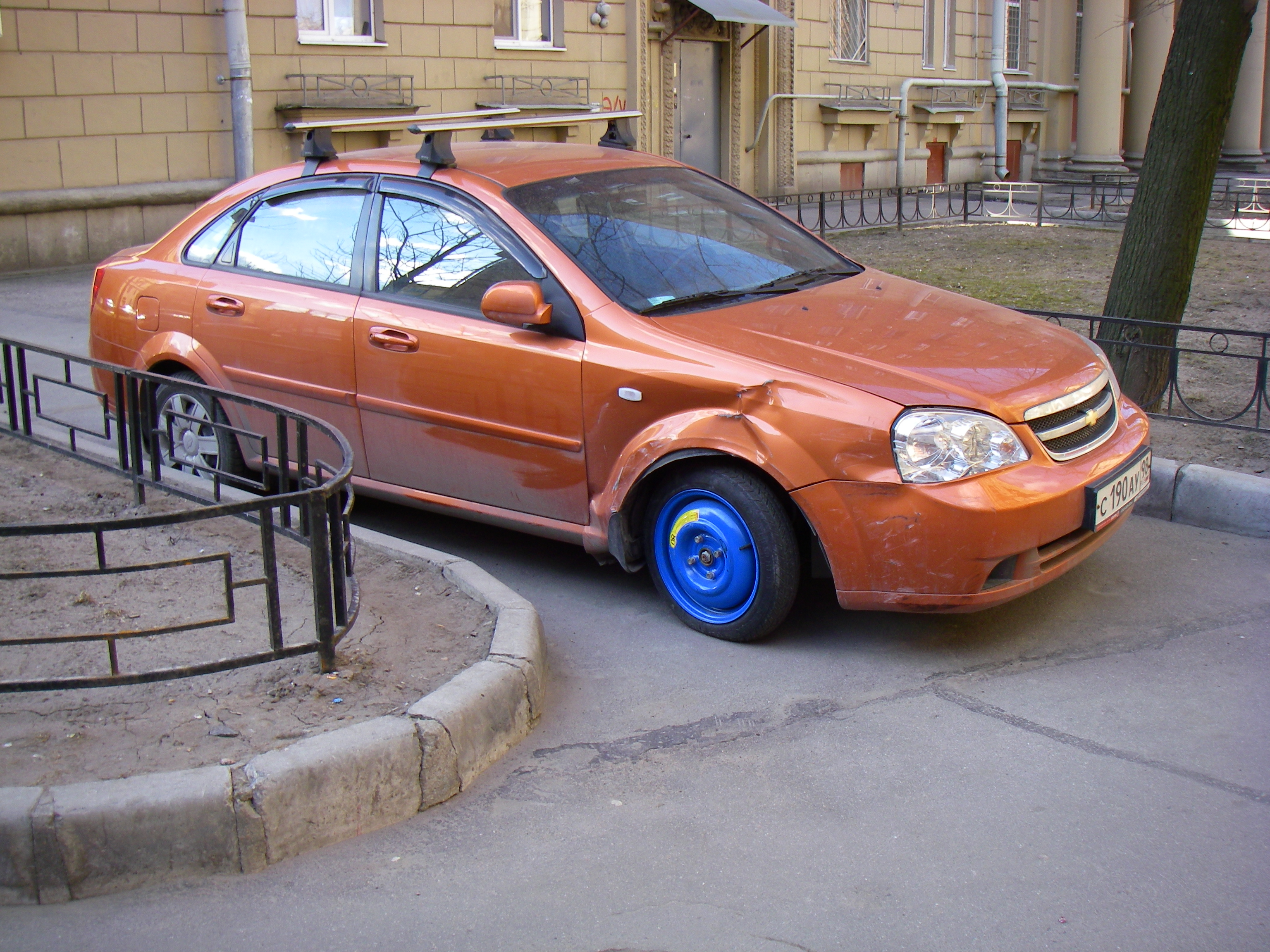
En bil med nödhjul (höger framhjul)

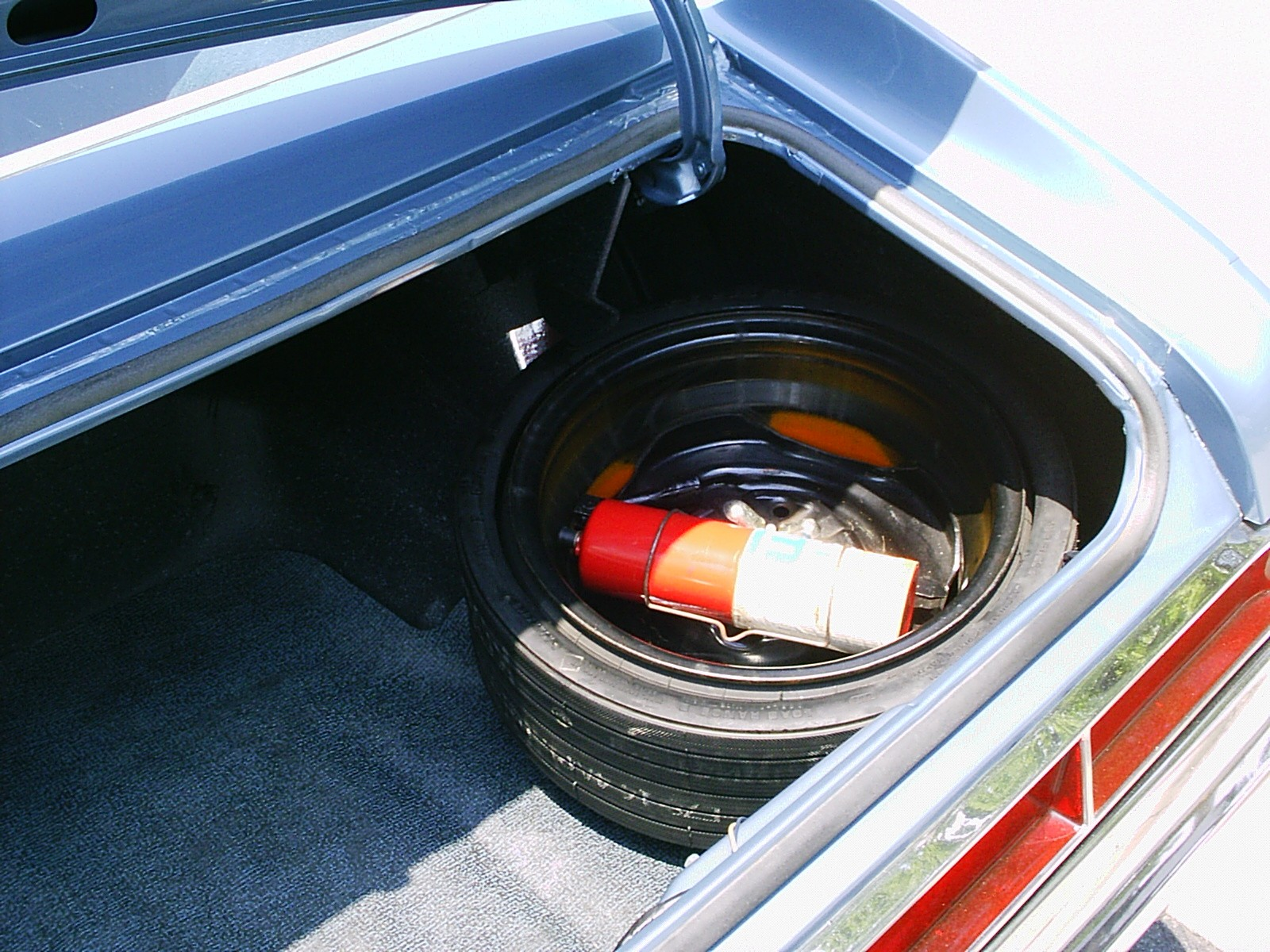
Platsbesparande reservhjul med tryckluftbehållare i bagageutrymmet till en AMC AMX från 1970

Reservdäck är ett hjul som förvaras i ett fordon och används om ett av hjulen får en punktering.

## Typer av reservhjul
Ett reservhjul kan antingen vara av samma typ som bilens övriga hjul eller ett s.k. nödhjul. Det sistnämnda är ett lättare och smalare hjul, vilket sparar vikt och plats. Nödhjul brukar vara märkta med en ganska låg maxhastighet (ofta 80 km/h) och kort maximal körsträcka. Vissa bilar, t.ex. Dodge Challenger, har levererats med ett tomt, platsbesparande reservhjul som vid punktering ska fyllas med en medföljande tryckluftbehållare.

## Förvaring
I personbilar förvaras reservhjulet ofta under bagagerumsgolvet. En alternativ förvaringsplats är under bilen, vilket dock har nackdelen att reservhjulet blir mycket smutsigt. På jeepar, SUV:ar och vans är reservhjulet ofta monterat baktill på bilen, ibland täckt av en skyddskåpa eller ett överdrag.

## Reservhjul som tryckbehållare
På Volkswagen Typ 1 (som har svansmotor, varför reservhjulet förvaras i bagageutrymmet framtill i bilen) används reservdäcket som tryckbehållare för vindrutespolaren.
- Wikimedia Commons har media som rör Reservdäck.